# Lloc Històric Nacional dels Aviadors de Tuskegee
El Lloc Històric Nacional dels Aviadors de Tuskegee (Tuskegee Airmen National Historic Site) és localitzat a la ciutat de Tuskegee (Alabama, Estats Units). Aquesta àrea que es gestiona el Servei de Parcs Nacionals manté la pista d'aterratge, l'hangar històric, i altres edificis del camp Moton (Moton Field). Aquí pilots afroamericans coneguts com els aviadors de Tuskegee (Tuskegee Airmen) van rebre el seu entrenament inicial de vol durant la Segona Guerra Mundial.